# Reggenza della baia di Wondama
La reggenza di Teluk Wondama (in indonesiano: Kabupaten Teluk Wondama) è una reggenza dell'Indonesia, situata nella provincia di Papua Occidentale.